# Aref Ali Nayed
Aref Ali Nayed (arabisch عارف علي نايض, DMG ʿĀrif ʿAlī Nāyiḍ; * 1962 in Bengasi, Libyen) ist ein auf islamische Philosophie spezialisierter Gelehrter. Er ist libyscher Botschafter in den Vereinigten Arabischen Emiraten. Er ist Gründer und Präsident von Kalam Research & Media in den Vereinigten Arabischen Emiraten.

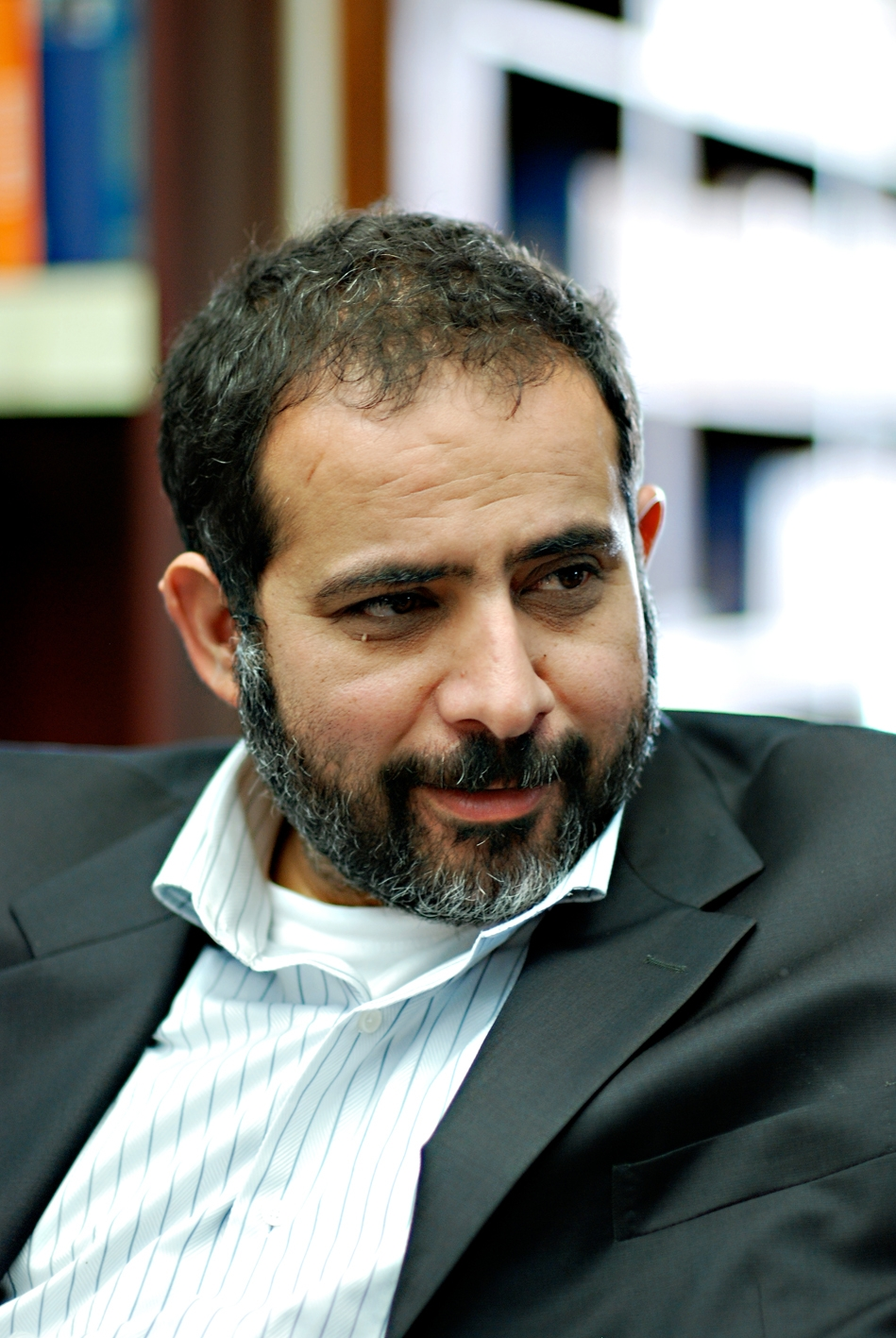
Aref Ali Nayed

## Leben
Er ist ein ehemaliger Professor am Päpstlichen Institut für Arabische und Islamische Studien, in Rom, ehemaliger Professor am International Institute of Islamic Thought and Civilization (ISTAC) in Malaysia; er ist Senior Advisor des Cambridge Interfaith Program an der Faculty of Divinity, University of Cambridge, Vereinigtes Königreich.
Er war einer der 138 Unterzeichner des offenen Briefes Ein gemeinsames Wort zwischen Uns und Euch (engl. A Common Word Between Us & You), den Persönlichkeiten des Islam an „Führer christlicher Kirchen überall“ (engl. "Leaders of Christian Churches, everywhere …") sandten (13. Oktober 2007).
Er ist einer der Senior Fellows des  Königlichen Aal al-Bayt Instituts für islamisches Denken (Royal Aal Al-Bayt Institute for Islamic Thought).
Er war Delegationsteilnehmer der muslimischen Delegation des 2. Seminars des Katholisch-Muslimischen Forums.

## Werke
- The Author’s Intention (2004, mit Jeff Mitscherling und Tanya Ditommaso)
- Catholic Engagements: A Muslim Theologian’s Journey in Muslim-Catholic Dialogue (forthcoming)